# World Series 2008
Le World Series 2008 sono state la 104ª edizione della serie di finale della Major League Baseball al meglio delle sette partite tra i campioni della National League (NL) 2008, i Philadelphia Phillies, e quelli della American League (AL), i Tampa Bay Rays. A vincere il loro secondo titolo furono i Phillies per quattro gare a una.
Per i Phillies si trattò del primo titolo dal 1980, l'unico che avevano conquistato nei precedenti 126 anni di storia. Per i Tampa Bay Rays invece fu la prima qualificazione ai play-off della loro storia. MVP della serie fu il lanciatore dei Phillies Cole Hamels che ottenne una vittoria in gara 1 e lanciò 5 inning in gara 5. Per il general manager di Philadelphia Pat Gillick si trattò del terzo titolo in carriera dopo avere vinto con i Toronto Blue Jays nel 1992 e nel 1993.

## Sommario
Philadelphia ha vinto la serie, 4-1.
| Gara | Risultato                 | Risultato                  | Data          | Stadio                                       | Pubblico |
| ---- | ------------------------- | -------------------------- | ------------- | -------------------------------------------- | -------- |
| 1    | Philadelphia Phillies – 3 | Tampa Bay Rays – 2         | 22 ottobre    | Tropicana Field, Saint Petersburg, Florida   | 40.783   |
| 2    | Philadelphia Phillies – 2 | Tampa Bay Rays – 4         | 23 ottobre    | Tropicana Field, Saint Petersburg, Florida   | 40.843   |
| 3    | Tampa Bay Rays – 4        | Philadelphia Phillies – 5  | 25 ottobre    | Citizens Bank Park, Filadelfia, Pennsylvania | 45.900   |
| 4    | Tampa Bay Rays – 2        | Philadelphia Phillies – 10 | 26 ottobre    | Citizens Bank Park, Filadelfia, Pennsylvania | 45.903   |
| 5    | Tampa Bay Rays – 3        | Philadelphia Phillies – 4  | 27/29 ottobre | Citizens Bank Park, Filadelfia, Pennsylvania | 45.940   |

Nota: gara 5 fu sospesa per la pioggia nel sesto inning e ripresa due giorni dopo

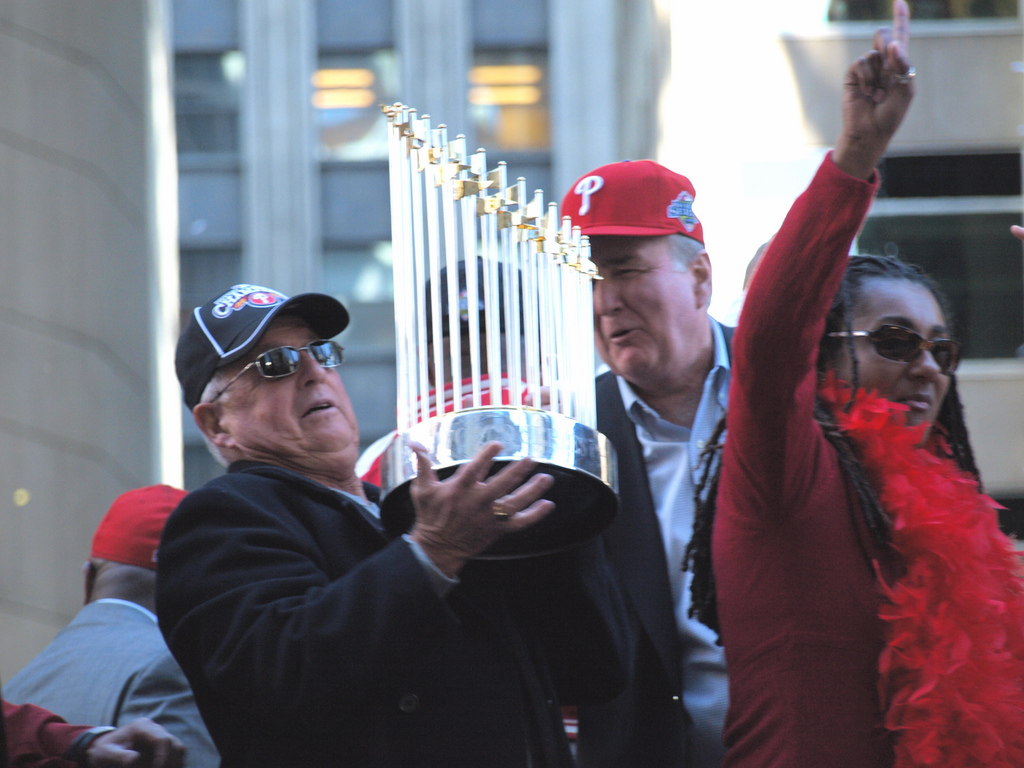
Pat Gillick col trofeo dei campioni

## Hall of Famer coinvolti
- Phillies: Pat Gillick (GM)
- Rays: nessuno